# شف یانسن
شف یانسن (زادهٔ ۱۵ ژانویهٔ ۱۹۵۰ میلادی) یک مربی سوارکاری اهل کشور هلند است.او مدال برنز تیمی درساژ در مسابقات قهرمانی درساژ اروپا و در سال ۱۹۹۱ که در شهر دوناشینگن برگزار می‌شد را بدست آورد.شف یانسن مربی و همسر سوارکار معروف انکی فان گرونسون است.
پدرش نیز شفکه یانسن دوچرخه سوار هلندی بود.